# NN-243
La carretera NN‑243 es una vía departamental secundaria del departamento de León, en el occidente de Nicaragua. Esta carretera conecta la comunidad de El Jicaral con San Benito, facilitando el acceso rural en la región norte del municipio de El Jicaral. Fue inaugurada en 2024 como parte del plan de mejoramiento de la red vial rural impulsado por el MTI.

## Trazado y cruces
La siguiente tabla muestra su recorrido, localidades y principales conexiones:
| km  | Localidad            | Departamento | Conexión / Ruta |
| --- | -------------------- | ------------ | --------------- |
| 0.0 | El Jicaral           | León         |                 |
| 4.6 | Comunidad intermedia | León         |                 |
| 9.3 | San Benito           | León         |                 |

## Coordenadas
Uno de los tramos de la NN‑243 puede ser encontrado en las coordenadas: 12°40′23″N 86°32′48″O / 12.6730, -86.5468